# Xishan (Kunming)

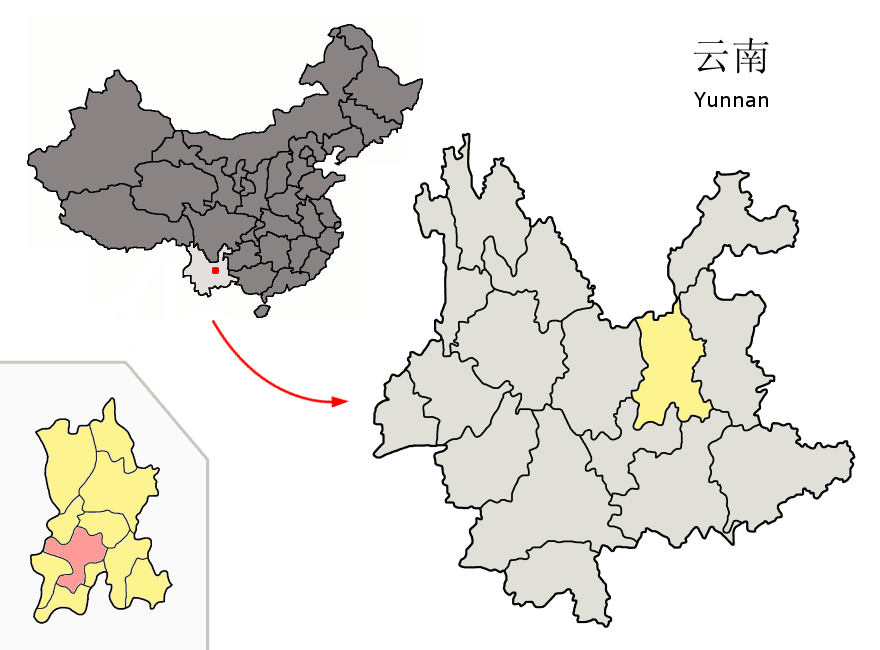
Lage des Gebiets der vier zusammenhängenden Stadtbezirke von Kunming (rosa) auf dem Gebiet der bezirksfreien Stadt Kunming (gelb)

Der Stadtbezirk Xishan (chinesisch 西山区, Pinyin Xīshān Qū) ist ein Stadtbezirk der bezirksfreien Stadt Kunming, der Hauptstadt der chinesischen Provinz Yunnan. Er hat eine Fläche von 886,2 km² und zählt 960.746 Einwohner (Stand: Zensus 2020). Xishan ist der westlichste der vier Stadtbezirke Kunmings und bedeckt das Westufer des Dian Chi.

## Administrative Gliederung
Auf Gemeindeebene setzt sich der Stadtbezirk aus zehn Straßenvierteln zusammen. Diese sind:
- Straßenviertel Majie 马街街道
- Straßenviertel Qianwei 前卫街道
- Straßenviertel Fuhai 福海街道
- Straßenviertel Jinbi 金碧街道
- Straßenviertel Yongchang 永昌街道
- Straßenviertel Zongshuying 棕树营街道
- Straßenviertel Xiyuan 西苑街道
- Straßenviertel Biji 碧鸡街道
- Straßenviertel Haikou 海口街道
- Straßenviertel Tuanjie 团结街道